# Astrid Höfs
Astrid Höfs (* 9. Mai 1948 in Bad Segeberg) ist eine deutsche Politikerin (SPD).

## Leben und Beruf
Nach der Mittleren Reife 1965 machte Astrid Höfs eine Ausbildung zur Apothekenhelferin und war in diesem Beruf bis 1975 tätig. Von 1981 bis 1984 besuchte sie eine Heilpraktikerschule und ist seit 1986 als selbständige Heilpraktikerin tätig.
Astrid Höfs ist geschieden und hat zwei Söhne.

## Partei
Seit 1975 ist Astrid Höfs Mitglied der SPD.

## Abgeordnete
Sie gehörte von 1982 bis 2000 dem Kreistag des Kreises Segeberg an.
Von 2000 bis 2009 war Astrid Höfs Mitglied des Landtages von Schleswig-Holstein. Sie gehört seit 2002 als Beisitzerin dem Vorstand der SPD-Landtagsfraktion an und ist seit 2005 Vorsitzende des Europaausschusses des Landtages.
Astrid Höfs ist 2000 als direkt gewählte Abgeordnete des Wahlkreises Segeberg-Ost und 2005 über die Landesliste in den Landtag eingezogen. Zur Landtagswahl 2009 trat sie nicht wieder an.

## Öffentliche Ämter
Astrid Höfs war von 1988 bis 1989 ehrenamtliche Frauenbeauftragte und von 1992 bis 2000 stellvertretende Landrätin des Kreises Segeberg.